# Turkcell
Turkcell İletişim Hizmetleri A.Ş. eller Turkcell er en tyrkisk mobiltelefonivirksomhed med hovedkvarter i Istanbul. Virksomheden har 39,3 mio. mobiltelefoni-abonnenter i Tyrkiet (2021). I alle ni lande hvor de driver forretning har de samlet 68,9 mio. abonnenter (2015).
I 1994 startede Turkcell Tyrkiets første GSM-netværk.